# Miriam Alconchel Gonzaga
Miriam Alconchel Gonzaga (Jerez de la Frontera, 3 de juliol de 1978) és una advocada i política espanyola, diputada pel PSOE al Congrés dels Diputats durant lesXI i XII legislatures.

## Biografia
És llicenciada en Dret per la Universitat de Cadis i advocada col·legiada al Col·legi d'Advocats de Jerez de la Frontera. Després de treballar en administració de finques en l'àmbit privat, entre 2007 i 2013 va ser regidora a l'ajuntament de Jerez de la Frontera, i entre 2013 i 2015 va exercir com a Delegada Territorial d'Igualtat, Salut i Política Social de la Junta d'Andalusia a la província de Cadis. El 20 de desembre de 2015 va ser elegida diputada per Cadis al Congrés dels Diputats, i fou reelegida el 2016.